# Championnat d'Espagne de football 1958-1959
Navigation
Primera División 1957-58 Primera División 1959-60
Le championnat d'Espagne de football 1958-1959 est la 28e édition du championnat. La compétition est remportée par le CF Barcelone. Organisée par la Fédération espagnole de football, elle se dispute du 14 septembre 1958 au 21 avril 1958.
Le club barcelonais l'emporte avec quatre points d'avance sur le tenant du titre le Real Madrid et quinze sur le troisième, l'Atlético Bilbao. C'est le septième titre des « Blaugranas » en championnat qui réalise le doublé en remportant la Coupe d'Espagne.
Le système de promotion/relégation ne change pas : descente et montée automatique pour les deux derniers de division 1 et les deux premiers des deux groupes de deuxième division. En fin de saison, le Real Sporting de Gijón et le Celta Vigo sont relégués en deuxième division. Ils sont remplacés la saison suivante par le Real Valladolid et l'Elche CF.
L'attaquant argentin Alfredo Di Stéfano, du Real Madrid, termine, pour la cinquième fois, meilleur buteur du championnat avec 23 réalisations.

## Règlement de la compétition
Le championnat de Primera División est organisé par la Fédération espagnole de football, il se déroule du 14 septembre 1958 au 21 avril 1958.
Il se dispute en une poule unique de 16 équipes qui s'affrontent à deux reprises, une fois à domicile et une fois à l'extérieur. L'ordre des matchs est déterminé par un tirage au sort avant le début de la compétition.
Le classement final est établi en fonction des points gagnés par chaque équipe lors de chaque rencontre : deux points pour une victoire, un pour un match nul et aucun en cas de défaite. En cas d'égalité de points entre deux ou plusieurs de clubs en fin de championnat, le classement se fait à la différence de buts. L'équipe possédant le plus de points à la fin de la compétition est proclamée championne. En fin de saison, les deux derniers du championnat sont relégués en Segunda División et remplacés par les deux premiers de ce championnat.

## Équipes participantes
Cette saison de championnat se dispute à 16 équipes. Le Séville CF inaugure lors de cette saison son nouveau stade, le Ramón Sánchez-Pizjuán.
| \| A. Bilbao Atlético Madrid CF Barcelone Celta Vigo Séville CF Real Madrid Espanyol Valence CF Real Sociedad Real Oviedo UD Las Palmas CA Osasuna Betis Balompié Real Saragosse Grenade CF Real Gijón \| Localisation des clubs engagés dans le championnat. |
| A. Bilbao Atlético Madrid CF Barcelone Celta Vigo Séville CF Real Madrid Espanyol Valence CF Real Sociedad Real Oviedo UD Las Palmas CA Osasuna Betis Balompié Real Saragosse Grenade CF Real Gijón                                                           |

| Clubs                  | Ville                      | Stade                 | Capacité |
| ---------------------- | -------------------------- | --------------------- | -------- |
| Atlético Bilbao        | Bilbao                     | San Mamés             | 42 000   |
| Atlético Madrid        | Madrid                     | Metropolitano         | 56 717   |
| CF Barcelone           | Barcelone                  | Camp Nou              | 83 868   |
| Betis Balompié         | Séville                    | Heliópolis            | 16 060   |
| Celta Vigo             | Vigo                       | Balaidos              | 15 850   |
| Espanyol Barcelone     | Barcelone                  | Sarriá                | 30 000   |
| Real Sporting de Gijón | Gijón                      | El Molinón            | 23 500   |
| Grenade CF             | Grenade                    | Los Cármenes          | 12 000   |
| UD Las Palmas          | Las Palmas de Gran Canaria | Insular               | 12 000   |
| Real Madrid            | Madrid                     | Santiago Bernabéu     | 90 123   |
| CA Osasuna             | Pampelune                  | San Juan              | 13 400   |
| Real Oviedo            | Oviedo                     | Carlos-Tartiere       | 20 000   |
| Real Saragosse         | Saragosse                  | La Romareda           | 32 416   |
| Real Sociedad          | Saint-Sébastien            | Atocha                | 21 650   |
| Séville CF             | Séville                    | Ramón Sánchez-Pizjuán | 46 000   |
| Valence CF             | Valence                    | Mestalla              | 53 190   |

## Classement
| Rang | Équipe                 | Pts | J  | G  | N  | P  | Bp | Bc | Diff |
| ---- | ---------------------- | --- | -- | -- | -- | -- | -- | -- | ---- |
| 1    | CF Barcelone C         | 51  | 30 | 24 | 3  | 3  | 96 | 26 | +70  |
| 2    | Real Madrid T          | 47  | 30 | 21 | 5  | 4  | 89 | 29 | +60  |
| 3    | Atlético Bilbao        | 36  | 30 | 17 | 2  | 11 | 72 | 33 | +39  |
| 4    | Valence CF             | 33  | 30 | 13 | 7  | 10 | 47 | 41 | +6   |
| 5    | Atlético Madrid        | 32  | 30 | 13 | 6  | 11 | 58 | 48 | +10  |
| 6    | Real Betis Balompié P  | 32  | 30 | 14 | 4  | 12 | 54 | 53 | +1   |
| 7    | Espanyol Barcelone     | 29  | 30 | 11 | 7  | 12 | 42 | 45 | -3   |
| 8    | Osasuna Pampelune      | 28  | 30 | 12 | 4  | 14 | 44 | 59 | -15  |
| 9    | Real Saragosse         | 28  | 30 | 12 | 4  | 14 | 47 | 60 | -13  |
| 10   | Real Sociedad          | 28  | 30 | 9  | 10 | 11 | 32 | 33 | -1   |
| 11   | Real Oviedo P          | 27  | 30 | 11 | 5  | 14 | 31 | 49 | -18  |
| 12   | Séville CF             | 26  | 30 | 12 | 2  | 16 | 44 | 58 | -14  |
| 13   | Grenade CF             | 26  | 30 | 11 | 4  | 15 | 30 | 43 | -13  |
| 14   | UD Las Palmas          | 24  | 30 | 10 | 4  | 16 | 43 | 69 | -26  |
| 15   | Real Sporting de Gijón | 20  | 30 | 7  | 6  | 17 | 25 | 70 | -45  |
| 16   | Celta Vigo             | 13  | 30 | 4  | 5  | 21 | 21 | 59 | -38  |

- Champion, qualification pour la Coupe des clubs champions 1959-1960 en tant que champion, le CF Barcelone dispute en même temps la Coupe des villes de foires
- Qualification pour la Coupe des clubs champions 1959-1960 en tant que tenant du titre
- Relégation en Segunda División

## Bilan de la saison
| Championnat d'Espagne de football 1958-1959 |                         |
| Champion                                    | CF Barcelone (6e titre) |
| Dauphin                                     | Real Madrid             |
| Coupes et trophées                          |                         |
| Vainqueur de la Coupe d'Espagne 1958-1959   | CF Barcelone            |
| Promotions et relégations                   |                         |
| Promus en Primera División                  | Real Valladolid         |
| Promus en Primera División                  | Elche CF                |
| Relégués en Segunda División                | Real Sporting de Gijón  |
| Relégués en Segunda División                | Celta Vigo              |